# ODAJIN MUSIC
ODAJIN MUSIC(おだじんミュージック)とは小田桐仁義が2023年5月20日に発表し、同年5月26日にCD、同年7月16日にStreamingとDownload版を据え配信された、4th Albumである。
CD限定特典として「そして僕らは旅に出る」のMUSIC VIDEO視聴リンク、CD予約特典としてODAJIN MUSICステッカー、「たそがれは涙色（Live at おだじんワンマンショー2022）」ライブ映像視聴カードがある。

## 楽曲
1. Good Music
2. 勘弁して！
3. どうしようもない
4. Waterslider
5. タイムマシンはいらない
6. 陽だまりの公園
7. ユウナ
8. 今宵はジルバで踊らせて
9. 無法者
10. Miss Your Sunshine（Album ver.）
11. そして僕らは旅に出る

### CD限定
1. 祝祭
2. Touch Me
3. たそがれは涙色（Live at おだじんワンマンショー2022）
4. Warm Again（Live at おだじんワンマンショー2022）
5. Same As Yesterday （Live at おだじんワンマンショー2022）